# Prestongrange Colliery

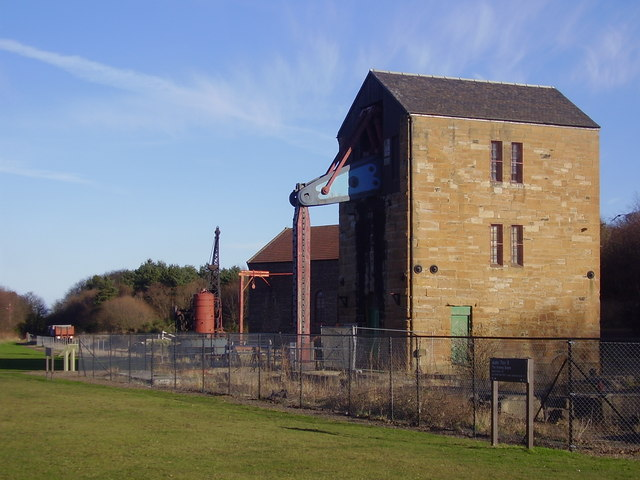
Pumpenhaus

Prestongrange Colliery ist ein ehemaliges Steinkohlebergwerk im schottischen Prestonpans in der Council Area East Lothian. Heute ist die Anlage als Teil des Prestongrange Industrial Heritage Museum für Besucher geöffnet.

## Geographie
Prestongrange Colliery liegt westlich von Prestonpans am Südufer des Firth of Forth. Ein Großteil der Vorräte wurde unterseeisch unter dem Meer abgebaut.

## Geschichte
Bereits im 12. Jahrhundert wurde in der Umgebung des Bergwerks Steinkohle abgebaut. 1741 wurde in Prestongrange mit Pferdegöpel gefördert. 1746 musste der Betrieb eingestellt werden, da die Wasserhaltung nicht ausreichte und das Bergwerk ersoff. Zu Beginn des 19. Jahrhunderts gehörten die Ländereien von Prestongrange der Familie Grant-Suttie. Erst die Erfindung und Verbesserung der Dampfmaschine und deren Einsatz zur Wasserhaltung in Bergwerken machte die Wiederaufnahme des Betriebes auf Prestongrange möglich. 1830 verpachtete George Grant-Suttie das Land um Prestongrange an Matthias Dunn, im selben Jahr wurde Schacht 1 (Great seam pit) abgeteuft. 1838 gab Dunn auf und 1840 war der Schacht wieder ersoffen. 1850 pachtete die Prestongrange Coal and Iron Company das Bergwerk. Im selben Jahr erhielt es einen Gleisanschluss zur East Coast line. 1874 wurde die aus einem Bleibergwerk im englischen Devon stammende Cornwallmaschine im sogenannten Pumpenhaus neben Schacht 1 aufgebaut. Damit gelang es, die Wasserprobleme der Grube für die folgenden Jahrzehnte zu beheben. 1893 ging die Prestongrange Coal and Iron Company pleite und das Bergwerk wurde von der Summerlee Iron Company übernommen. 1895 wird auf Prestongrange die erste mechanische Kohlenwäsche Schottlands errichtet. In diesem Jahrzehnt wurde auf dem Gelände eine Ziegelei errichtet. 1900 waren 439 Arbeiter auf Prestongrange beschäftigt, davon 61 über Tage. Die Tagesförderleistung betrug 1000 t. 1905 wurde die Kapazität der Wasserhaltungsmaschine erhöht. Dazu musste der Balancier verstärkt werden, um der höheren Beanspruchung standzuhalten; auch das hölzerne Pumpgestänge wurde erneuert. 1910 betrug die Belegschaftsstärke 873 Leute, davon 153 über und 720 unter Tage. 1910 wurde zusätzlich eine elektrische Kreiselpumpe installiert. 1947 wurde der Betrieb verstaatlicht. Um 1950 waren 700 Bergleute beschäftigt, die eine Tagesförderung von 670 Tonnen erzielten. In den 1950er Jahren hatte die Wasserhaltungsmaschine das Ende ihrer Lebensdauer erreicht. 1952 brach eine Pumpe, 1953 ein Auslassventil. Als 1954 auch die gusseisernen Druckrohrleitungen Risse bekamen, wurde dieses Dampfkunstgezeug stillgelegt und durch elektrische Kreiselpumpen ersetzt. Die Kohleförderung wurde 1962 eingestellt und die Außenbetriebe noch bis in die 1970er Jahre fortgeführt. In den 1990er Jahren wurden Teile des Bergwerks zusammen mit umliegenden Betrieben als Industriemuseum eröffnet.

## Beschreibung
Das Bergwerk hatte drei Schächte mit 115, 166 sowie 225 m Teufe.

### Wasserhaltungsmaschine
Lage:55° 57′ 6,3″ N, 3° 0′ 20,2″ W,
Das dreistöckige Pumpenhaus beherbergt eine Cornwallmaschine, die in dieser südenglischen Bauart in Schottland einzigartig ist. Die Dampfmaschine wirkte über einen Balancier direkt auf das Pumpgestänge, das im Schacht Nr. 1 auf- und abging. Es trieb drei doppeltwirkende Kolbenpumpensätze an. Dabei hebt der stehende Zylinder der Dampfmaschine das rund 100 Tonnen schwere Kunstgestänge während seiner Abwärtsbewegung an. Dabei saugen die Kolbenpumpen Wasser an. Anschließend sinkt das Kunstgestänge durch sein Eigengewicht nieder, dabei drücken die Kolbenpumpen das Wasser nach oben in die Steigleitungen. Die Maschine machte zwei Hübe pro Minute und leistete dabei 4,1 m³ pro Stunde. Der Hub des Zylinders mit einer Bohrung von 70 Zoll betrug 12 Fuß, der der Pumpen 10 Fuß. Die Untersetzung wurde durch den asymmetrischen Balancier erzielt.

## Denkmal
1971 wurde das Pumpenhaus in die schottischen Denkmallisten in der höchsten Kategorie A aufgenommen. Das Pumpenhaus bildet zusammen mit anderen Gebäuden der Tagesanlagen ein Denkmalensemble der Kategorie A.  Zuletzt ist das ehemalige Bergwerk als Scheduled Monument klassifiziert.